# 菲律賓粗枝蘚
菲律賓粗枝蘚（学名：Gollania philippinensis）为灰蘚科粗枝蘚屬下的一个种。

## 扩展阅读
- 維基物種上的相關：菲律賓粗枝蘚